# Les Crottes
Le quartier des Crottes constitue la pointe sud du 15e arrondissement de Marseille. Du milieu du XIXe siècle aux années 1960/1970 la quasi-totalité de l’espace y est occupé par l'industrie. Après une longue période de déclin et de friches, le renouvellement urbain de ce territoire est confié en 2007 à  l’Opération d’Intérêt National Euroméditerranée.

## Toponymie
Selon Frédéric Mistral, le quartier aurait été « ainsi nommé à cause des auberges voûtées qu'il y avait autrefois » et il était un cadre du proverbe local « bouono croto fa bouon vin »
Le fait est que le nom vient du grec κρυπτη, voûte souterraine, cachée, grotte, que l'on retrouve en latin classique, crypta, passage souterrain, galerie couverte servant de passage, tunnel et c'est ainsi que l'on désigne le cloître vouté entourant la cour des villae romaines et servant de cellier, de lieu où entreposer des provisions. Il devient cròta ou croto en occitan provençal, puis en français crote, crotte, crots, avec la même signification comme en témoigne le Compoix (cadastre) de Valleraugue (Gard, 1625) « leur maison d’habitation contenant de maison crotte deux cannes un pan compris le passage qui est sur la crotte et au chef de la maison de Pierre Liron ».

## Géographie

### Limites du quartier
Le quartier administratif des Crottes, au sens du décret no 46-2285 du 18 octobre 1946 qui a délimité les 111 quartiers de Marseille, est limitrophe de plusieurs quartiers des 15e, 14e, 3e et 2e arrondissements : La Cabucelle et Les Arnavaux au nord, Le Canet à l'est, Saint-Mauront au sud, et Arenc à l'ouest,.

### Voies de communication

#### Dessertes principales
L’axe historique principal du quartier des Crottes, orienté nord-sud, est l’ancien Grand chemin d’Aix devenu route nationale 8 puis renommée rue de Lyon et avenue d’Arenc (avenue Roger Salengro). Deux axes majeurs est-ouest relient le quartier au système autoroutier : le boulevard du Cap-Pinède (de l'A7 à l'A55) et le boulevard Ferdinand de Lesseps (de l'A7 à l'A557).

#### Passerelles piétonnes
La passerelle Eugène Gauchet relie à l’est les quartiers des Crottes et du Canet au-dessus de la gare de fret de Marseille-Canet. À l’ouest une autre passerelle franchit le voies de la gare maritime d’Arenc, elle est empruntée par le sentier de randonnée du GR 2013.

### Transports en commun
Le quartier est desservi par deux stations de métro de la ligne M2 : la station Bougainville, ancien terminus de la ligne de 1984 à 2019, et le pôle d'échanges multimodal Capitaine Gèze, nouveau terminus depuis décembre 2019, qui dessert le nord de Marseille. Il comprend une gare de bus et un parking relais et doit être relié à terme à une station de tramway sur la rue de Lyon.
Le chantier d’extension de la ligne de tramway T3 depuis la station Arenc-Le Silo jusqu’à cette station a débuté fin 2021 et doit s’achever en 2025. La ligne doit en principe ensuite être prolongé jusqu’à la cité de la Castellane en passant par le lycée Saint-Exupéry.

## Histoire

### L'ancien quartier rural des Crottes
Vers 1850 le secteur des Crottes fait encore partie du terroir rural de Marseille, dans les années 1870 il est devenu l'un des quartiers industriels de la ville.
Les frontières du quartier sont fluctuantes. Sous l’Ancien Régime la circonscription territoriale et paroissiale des Crottes est  bien plus étendue que le quartier du même nom issu du découpage administratif de la ville en 1946. Elle commence à se réduire avec le développement urbain et la création de nouvelles paroisses : Saint-Lazare au sud en 1834, et Saint-Trophine au nord en 1865 dans le quartier de La Cabucelle. À la fin  du XIXe siècle la circonscription paroissiale des Crottes s’étend encore du hameau Petites Crottes à Arenc.
Dans le hameau des Petites Crottes, à la jonction des actuels quartiers de la Cabucelle des Crottes et des Arnavaux une chapelle et un moulin alimenté par le ruisseau des Aygalades sont déjà attestés à la fin du XIIIe siècle. En 1866 le hameau comprend également au milieu de prairies quelques maisons dont une ancienne auberge près du Grand chemin d'Aix. La chapelle, connue aussi sous le nom de Notre-Dame de la Crote, est dédiée à Notre-Dame de Jérusalem par les Carmes implantés à proximité dans la grotte-ermitage des Aygalades. Fermée et vendue pendant la Révolution elle est rouverte en 1802 puis remplacée en 1841 par une nouvelle église paroissiale construite dans le faubourg ouvrier qui se développe plus au sud,. Le cimetière adossé à la chapelle ne suffisant plus un nouveau est créé à proximité en 1784, puis agrandi en 1852 et 1866. Alors que le développement industriel des quartiers de la Cabucelle et des Crottes attire une importante main d’œuvre italienne, il prend le nom  de "cimetière des Italiens". Il est fermé en 1905, désaffecté en 1926, puis utilisé comme dépotoir de déchets industriels.
Deux fouilles archéologiques ont été menées dans le secteur des Petites Crottes :

– le cimetière des Italiens situé sur l'emprise de la future station de métro Capitaine-Gèze a fait l’objet d’une opération d’archéologie préventive réalisée par l’INRAP en 2013 et 2014,;

– une autre opération d’archéologie préventive est menée en 2023 par Mosaïques Archéologie sur le site du futur campus numérique Theodora, entre chemin et ruisseau des Aygalades. Elle met au jour les traces du moulin et de la chapelle des Petites Crottes, ainsi que celles d'une des unités — dénommée Theodora — de l'huilerie Rocca, Tassy & de Roux créée au début du XXe siècle,.

### Un siècle d’emprises industrielles
La mutation industrielle de cette banlieue voisine du nouveau port de commerce commence dès le milieu du XIXe siècle. Entre le chemin de vicinal n°12 de la Madrague et la route impériale (puis nationale) n°8 de Paris à Toulon s’implantent dans les années 1850/1860, ex nihilo dans la campagne, un chantier naval, une usine à gaz et une usine de distillation d’huiles minérales, puis en 1879 une usine d’engrais chimiques. Toute la palette des industries marseillaises traditionnelles (huileries, savonneries, ateliers de chaudronneries, ...) vont également se déployer dans le quartier et y occuper pendant plus d’un siècle la quasi-totalité de l’espace. Dans le faubourg ouvrier qui se développe au niveau de la nouvelle église et le long de la Nationale habitations et usines sont fortement intriquées.

#### L’usine à gaz et l’usine électrique d’Arenc
L’usine à gaz est construite par la Société Jules Mirès et compagnie, qui devient en 1860 Société anonyme de l’éclairage au gaz et des hauts-fourneaux et fonderies de Marseille et des mines de Portes et Sénéchas, communément appelée Compagnie du gaz. Sa construction démarre en 1855 avant même l’obtention des autorisations. En décembre 1855 la Ville de Marseille accorde à la compagnie le privilège exclusif de distribuer et vendre le gaz d'éclairage et de chauffage à Marseille pendant cinquante ans. Le contrat concerne aussi l’énergie électrique : alors que dans la plupart des villes de France l’électricité commence à se déployer dès les années 1890 les marseillais doivent en attendre l’échéance (hormis quelque expériences éphémères d’éclairage urbain dans le centre-ville),.
Dès la fin de ce monopole la Ville accorde deux concessions pour la production et distribution de l’énergie électrique, l’une à la Compagnie du gaz, qui devient Société du Gaz et de l’Électricité de Marseille (SGEM), l’autre à la Compagnie d’électricité de Marseille (CEM) créée par la Compagnie générale d'électricité. Dès 1906 la SGEM met en chantier une centrale thermique à côté de son usine à gaz d’Arenc. Quant à la CEM, elle commence en mai 1906 la construction de l’usine électrique du Cap Pinède, dont le premier groupe est mis en service dès décembre 1906. Après une période d’intense concurrence, les deux compagnies vont fusionner en 1922 sous le nom d’Électricité de Marseille. La centrale d’Arenc jugée moins performante que celle du Cap Pinède est arrêtée en 1925, tout en restant opérationnelle jusqu’en 1934,.
Lors de la fusion des deux compagnies l’usine à gaz passe sous tutelle de la Ville sous forme de régie intéressée, la SGEM en restant régisseur (en 1946 lors de la nationalisation de l’énergie la régie devient le Groupe Gazier Méditerranéen (GGM1)).

Au fil du temps l’usine fait l’objet de multiples extensions et modernisations, qu’Henri Carvin commente ainsi : 

« Si l'on pouvait passer le film des transformations à très grande vitesse, l'on verrait se monter des structures hideuses, s'effondrer des ferrailles, se construire des bâtiments, démolis presque aussitôt (10 ou 20 ans après), et le terrain primitif des champs de blé et des vignes réapparaître dans sa nudité, avec deux bons mètres d'épaisseur de scories noires, témoignage de 120 années de labeur de 700 ouvriers. »

L’arrêt définitif de la production de gaz intervient en 1974 après l’arrivée du gaz naturel via le terminal méthanier de Fos-sur-Mer.
En 2022 le site historique créé par le baron Mirès conserve encore une partie de sa vocation dans le domaine de la distribution d’énergie. Le siège de la Direction du commerce d’EDF Méditerranée est inauguré en 2012 à l’emplacement des anciens gazomètres; Enedis occupe l’ancienne usine électrique; les bureaux du gestionnaire de réseau GRT gaz sont aussi également présents le long de la rue Allar; subsistent aussi deux stations de distribution du gaz et de l’électricité.

#### Le chantier naval
Dès 1857 un chantier naval dit Ateliers Fraissinet est créé le long du chemin de la Madrague. Une voie en forte déclivité, la rampe du Cap Pinède (devenue après la seconde guerre mondiale rue Cargo-Rhin-Fidelity), le relie aux bassins du port. Il est fondé par Marc Constantin Fraissinet créateur en 1836 de la Compagnie marseillaise de navigation à vapeur, Fraissinet & Cie. En 1899 la famille Fraissinet crée un second chantier naval à Port-de-Bouc. Les Ateliers Fraissinet prennent alors, comme ceux de Port-de-Bouc, le nom de Chantiers et Ateliers de Provence (CAP). Le site marseillais se spécialise dans la fabrication de chaudières et des moteurs de bateaux. À la fin du XIXe siècle les CAP se classent au premier rang des établissements français du même type.
Les CAP ferment en 1966 dans un contexte de crise de la construction navale. Le site marseillais est alors repris par la société Alsthom, puis en 1987 par la Société Provençale de la Madrague qui y accueille le Marché aux Puces ainsi que le Centre commercial des Puces.

#### L’usine des pétroles
En 1862 une fabrique de pétrole lampant à partir d’huiles minérales importées de Pennsylvanie est créée aux Petites Crottes (selon un prospectus de l'époque), en bordure de la route impériale, par la Compagnie des Huiles de Pétrole d'Amérique. L’établissement est repris dès 1863 par un groupement d’hommes d'affaires marseillais : Alphonse Baux, Alfred Fraissinet et jules Imer, puis Henri Leenhardt, Gustave Imer, Louis et Eugène Fraissinet qui fondent la Compagnie générale des pétroles pour l’éclairage et l’industrie (CGP). La société commercialise dans toute la France cette huile d’éclairage (ou huile de lampe) sous la marque IF&B (pour Imer, Fraissinet et Baux). À partir des années 1880 la CGP va être présente à tous les stades de la filière pétrolière : prospection, extraction, transport maritime, raffinage, distribution. En 1914 elle est une des neufs sociétés du cartel qui dominent le marché pétrolier français. En 1923 elle s’associe avec la Standard franco-américaine filiale de la Standard Oil Company fondée par Rockefeller. Elle est finalement absorbée en 1947 par la Standard française des pétroles, future société Esso France.
La GGP dispose d’installations de déchargement du pétrole brut sur le port de Marseille. Les réservoirs de stockage de l’« usine des pétroles » des Crottes, sont alimentés en huile brute directement depuis les navires déchargées au Bassin des Pétroles via un système de tuyaux,. Le « terrain Esso » est ensuite subdivisé en plusieurs zones d’activité desservies par un nouvel axe transversal percé entre la rue Lyon et le chemin de la Madrague-Ville : la rue André Allar. L’impasse du Pétrole qui donne sur la rue de Lyon au niveau du n°65 demeure la dernière trace de l’histoire pétrolière du site.

### Désindustrialisation et renouvellement urbain
Dans les années 1960/1970 Marseille subit, selon l’expression de historiens, un « choc de désindustrialisation ». Dans le quartier des Crottes les usines ferment. Les friches se multiplient. Certaines emprises industrielles sont reconverties : stockage de conteneurs, concessions automobiles, zone commerciale du Marché au Puces. En 2007 le renouvellement urbain de ce territoire en déclin est confié à l'opération Euromed 2, deuxième phase de l’Opération d’Intérêt National Euroméditerranée.

## Dans le quartier
Ce quartier est connu pour avoir été celui dans lequel le comédien Yves Montand a passé sa jeunesse, rue Edgar Quinet [réf. nécessaire] et pour abriter le siège social du quotidien local La Provence.

### La nouvelle église Notre-Dame de Jérusalem
Mal placée par rapport aux nouvelles zones d’urbanisation et soumise à de violentes inondations, l’église paroissiale des Petites Crottes est remplacée par une nouvelle construite plus au sud dans le lieu-dit des Trois-Frères, entre la rue de Lyon et le chemin des Aygalades (avenue Felix-Zoccola). La première pierre est posée par l’évêque de Marseille Eugène de Mazenod en 1839, elle est consacrée en 1841 et achetée par la Ville en 1850. Elle conserve le vocable de Notre-Dame de Jérusalem. Le transfert de l'église paroissiale ne va pas sans polémiques avec les propriétaires de l’église des Petites Crottes. En 1840 pour obliger les paroissiens à fréquenter la nouvelle église l’évêque interdit de célébrer des offices aux Petites Crottes. Par la suite désaffectée elle est murée par la Ville afin d'en stopper la dégradation. En 2011 elle est confiée aux coptes orthodoxes et rendue au culte sous le vocable d’Église de la Vierge Marie et Saint-Mina et devient le lieu de rencontre de la communauté copte régionale. Le curé du lieu, issu du monastère égyptien de Saint Mina, en fait réaliser la décoration par les moines du couvent réputés pour leur savoir-faire en ébénisterie et marqueterie.

### L’ école élémentaire Arenc Bachas Extérieur
L’école élémentaire et maternelle Arenc Bachas Extérieur se situe à proximité de la station de métro Bougainville, entre la traverse du Bachas, le boulevard de Sévigné et le boulevard Ferdinand-de-Lesseps (ancien boulevard Extérieur d’où le nom de l’école). Jusqu’à l’ouverture en 2011 du collège Rosa Parks rue de Lyon, le groupe scolaire comprend également un collège. L’école est construite en 1900 sous la municipalité du socialiste Siméon Flaissières à qui l’on doit la réalisation de nombreuses écoles maternelles, élémentaires et pratiques. Son architecture soignée alliant brique et pierre est due à l’architecte J. Guitton.

### Le centre commercial Les Puces
En 1988 la Société Provençale de la Madrague, société foncière constituée par des hommes d'affaires marseillais, acquiert les 4 ha de terrain et les 23 000 m2 de bâtiment des anciens ateliers Alsthom situés au no 130 chemin Madrague, afin d’y créer un centre commercial et un marché d’antiquaires. À la même époque la Ville cherche à relocaliser le marché aux puces dont le déploiement dans la zone Industrielle des Arnavaux et les débordements sur le boulevard du Capitaine-Gèze font l’objet de nombreuses plaintes. La Société Provençale de la Madrague se proposant de l’accueillir, la Ville lui en confie la gestion. Les Puces quittent alors l’espace public pour un terrain privé. Le centre commercial Les Puces devient rapidement le plus grand marché de détail de Marseille, accueillant notamment la clientèle populaire des quartiers nord. Le site compte trois halles commerciales (la Halle aux affaires, la Grande halle majoritairement consacrée à l'alimentaire, et la Halle aux antiquaires), des bars et restaurants, une mosquée, un marché forain et, jusqu'à la fin de 2019, un supermarché hard-discount. On y trouve de tout et à bas prix : produits alimentaires, petit mobilier, téléphonie mobile, outillage et pièces détachées, électroménager, tissus, vêtements, pièces détachées, brocante,.
Le centre Commercial Les Puces, inclus dans le périmètre d’Euroméditerranée 2 est pris en étau par le quartier des Fabriques dont le projet a été lancé en novembre 2017. En 2018 il fait l’objet d’une expropriation partielle qui l'ampute d'une partie de son parking ainsi que du supermarché relocalisé rue de Lyon. Sur le terrain exproprié est programmée la construction d'un parking en silo, immeuble hybride qui doit accueillir également des équipements sportifs et le supermarché à nouveau déplacé. Hormis cette expropriation les aménageurs assurent vouloir maintenir les Puces : « C’est un espace qu'on souhaite garder populaire, il gardera son aspect social et alimentaire à bas prix et permettra l'échange entre l'ancien et le nouveau quartier ».
En novembre 2019, après un long bras de fer, l’établissement public d'aménagement et le propriétaire des Puces parviennent un accord sur un projet de rénovation de la halle alimentaire et des espaces extérieurs. Les travaux doivent être financés en partie par la Banque des territoires et l'Anru. L'ancienne directrice du centre commercial les Terrasses du Port doit y apporter son expertise en matière d'implantation d'activités. L’agence d’architecture marseillaise MAP doit élaborer le projet,. Les travaux sont annoncés pour 2020, puis pour 2022. Mais en février 2022 le propriétaire annonce que tout est arrêté, les banques refusant de s’engager en complément des financeurs publics.
Les commerçants des Puces, qui n'ont pas été associés aux négociations, sont dans l’incertitude quant à l'impact sur leur activité des travaux annoncés ainsi que  de la montée en gamme des commerces envisagée par le propriétaire. Le 26 février 2019, alors qu’est prévue une réunion entre leurs représentants, la police et le propriétaire une partie d'entre eux ferment leurs stands pour une « journée morte » et manifestent. Ils dénoncent à la fois le climat d'insécurité liée à la présence de vendeurs de cigarettes de contrebande, la concurrence déloyale des vendeurs à la sauvette ne payant pas leur emplacement et les relations difficiles avec le propriétaire-bailleur. Ils déplorent également une baisse de fréquentation du marché et la baisse de leur chiffre d'affaires. Les rapports conflictuels avec leur propriétaire vont conduire en novembre 2019 cinq commerçants et l’association des commerçants des Puces à l’assigner en justice à propos des charges locatives estimées abusives et du manque d’entretien du site. En avril 2021 la Justice leur donne en partie raison et désigne un expert judiciaire chargé d’examiner le litige.
En avril 2019 devant l'impossibilité de trouver des chiffres précis, même auprès d'Euroméditerranée, le journal d'information en ligne Marsactu réalise une enquête de terrain comptabilisant commerçants et types d'activité et cartographiant les stands. Signe du déclin du centre commercial, leur principale observation concerne le nombre important de stands fermés dans les trois halles. Autre fermeture symbolique de ce déclin : celle de la principale boucherie halal et de son abattoir dont Euroméditerranée a acquis les murs. Le déplacement du supermarché hors-les-murs aurait aussi contribué à la baisse l'attractivité des Puces.

### Marché informel autour de la station Capitaine-Gèze
En marge du site des Puces se tient un marché sauvage, probablement plus grand marché informel de France. Il se déploie sur les trottoirs de l’avenue du Cap Pinède et du Boulevard du Capitaine-Gèze, jusqu’à la station de métro Capitaine-Gèze et même au-delà, débordant aussi sur la rue de Lyon et l’avenue Félix Zoccola. La presse locale se fait régulièrement écho des problèmes de sécurité et de salubrité que génère ce marché de la misère : trafic de cigarettes et de médicaments, poids lourds et bus frôlant les vendeurs à la sauvette et leurs clients, invendus et multiples déchets abandonnés sur les voies et les trottoirs. Malgré diverses opérations de police les pouvoirs publics échouent à le réguler. 
Alors que débute la requalification par Euroméditerranée de l’avenue du Cap-Pinède et du Boulevard du Capitaine-Gèze en un « boulevard urbain apaisé et végétalisé », un projet d’encadrement légal de ce marché sauvage est envisagé. Les anciens entrepôts Casino, situés en face de la station de métro Gapitaine Gèze dont Ville de Marseille est propriétaire, pourraient accueillir un « marché aux biffins » et une ressourcerie destinée à valoriser le savoir faire en matière de récupération et de recyclage de ces vendeurs, et leur proposer un accompagnement social. Le projet est porté par l'association Amelior sur le modèle de celui qu'elle anime à Montreuil. Mais les travaux de mise aux normes du bâtiment nécessitant un budget bien plus important que celui initialement envisagé, l'abandon du projet d'Amelior est annoncé lors du conseil municipal du 20 septembre 2024,.

### Le Jardin du 24 avril 1915 et le monument en mémoire du Camp Oddo
Situés à proximité du site du Camp Oddo où ont été hébergés des réfugiés arméniens rescapés du génocide arménien en Turquie, le Jardin du 24 Avril 1915, nommé ainsi en mémoire de la rafle des intellectuels arméniens du 24 avril 1915 à Constantinople, ainsi que  la plaque commémorative du Camp Oddo ont été inaugurés le 24 avril 1999 par Guy Hermier maire des 15 et 16em arrondissements. Ils ont été depuis enfouis sous le chantier d'un bassin de rétention des eaux pluviales réalisé dans le contexte des opérations de rénovation urbaine conduites par Euroméditerranée,.